# Fosfatasa
Una fosfatasa es una enzima (EC 3.1.3) del grupo de las esterasas que cataliza la eliminación de grupos fosfatos de algunos sustratos, dando lugar a la liberación de una molécula de ion fosfato y la aparición de un grupo hidroxilo en el lugar en el que se encontraba esterificado el grupo fosfato. Esta reacción es opuesta a la de fosforilación (realizada por las enzimas quinasas). Las fosfatasas pueden clasificarse en dos grupos, según su estructura proteica: fosfatasas dependientes de cisteína (es decir, que necesitan este aminoácido en el centro activo para ser funcionales) y metalofosfatasas (metaloenzimas, por tanto, que requieren de moléculas de metales para efectuar la catálisis).
- Datos: Q422476
- Multimedia: Phosphatases / Q422476